# Индийская астрономическая обсерватория
Индийская астрономическая обсерватория (IAO) — обсерватория, расположенная недалеко от города Лех в районе Ладакх в Индии. В настоящее время это одна из самых высоких от уровня моря оптических обсерватория в мире. Располагается на  горе Сарасвати на высоте 4500 метров.

## История
В конце 1980-х годов в Индии возник проект создания большого национального оптического телескопа. В 1992 году были начаты поиски места для обсерватории.
Первый свет 2-метрового телескопа обсерватории был между 26 сентября и 27 сентября 2000 года.
После организации спутниковой связи между Центром исследований и образования в области науки и техники (CREST), Бангалором и обсерватория была открыта тогдашним главным управляющим Джамму и Кашмира доктором Фаруком Абдаллой 2 июня 2001 года.

## Условия
Считается, что участок Ханле отлично подходит для наблюдений на видимых, инфракрасных и субмиллиметровых длинах волн в течение всего года.  В частности, условия наблюдения дают около 255 спектроскопических ночей и около 190 фотометрических ночей в год.  Количество выпадающий осадков в год менее 10 см. Кроме того, в этом районе низкая температура окружающей среды, низкая влажность, низкая концентрация атмосферных аэрозолей, низкий уровень водяного пара в атмосфере, темные ночи и низкий уровень загрязнения, что хорошо для наблюдений.
Из-за труднодоступности основным и единственным источником электроэнергии являются две большие солнечные батареи.Также чтобы не было необходимости частых поездок, рядом с обсерваторией построена отделенная автономная установка для генерации жидкого азота, который используется в телескопе.

## Основные инструменты
Обсерватория имеет два активных телескопа. Это 2,01-метровый оптический инфракрасный Гималайский телескоп Чандра (HCT) (англ. Himalayan Chandra Telescope) и высотный гамма-телескоп (HAGAR) (англ. High Altitude Gamma Ray Telescope). В июне 2018 года, в  был установлен роботизированный телескоп длиной 0,7 м в рамках международного проекта GROWTH.

### Гималайский телескоп Чандра
Гималайский телескоп Чандра - это оптический инфракрасный телескоп диаметром 2,01 метра, названный в честь нобелевского лауреата Индии Субрахманьяма Чандрасекара. Оптическая система телескопа - модифицированная система Ричи — Кретьена с основным зеркалом, выполненным из керамики ULE, которая разработана для того, чтобы выдерживать низкие температуры. Монтировка азимутальная.  Телескоп оснащен 3 научными приборами: спектрографом HFOSC, сканером ближнего ИК-диапазона и оптическим ПЗС-сканером.
HCT удаленно управляется из Бангалора, недалеко от города Хоскоте из Центра исследований и образования в области науки и техники (CREST) с использованием выделенной спутниковой линии через спутник связи INSAT-3B.

### Высотный гамма-телескоп

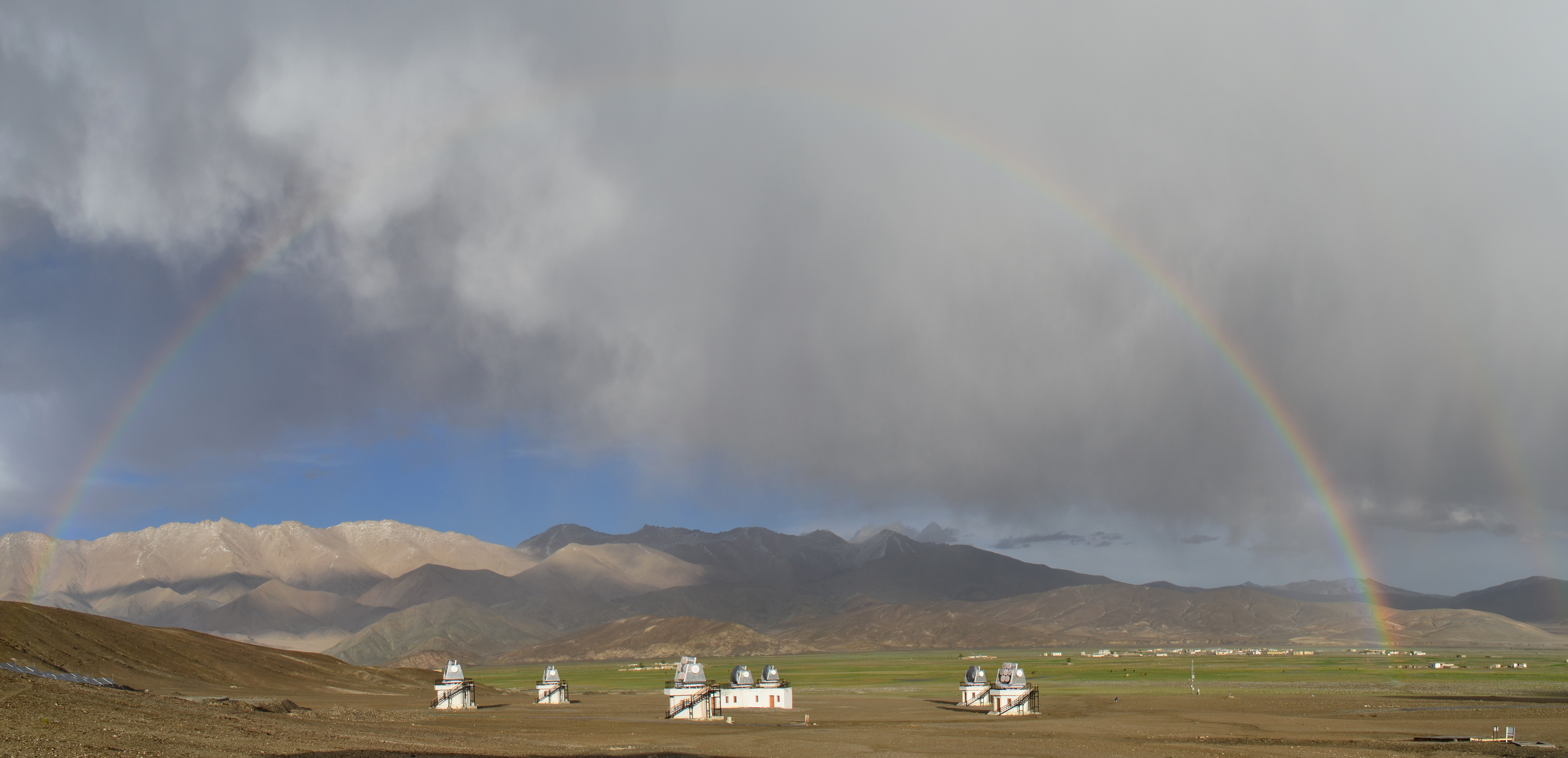
Высотный гамма-телескоп (HAGAR) в обсерватории Ханлэ

Высотный гамма-телескоп (HAGAR) - это атмосферный черенковский эксперимент, который представляет собой 7 телескопов.  Каждый телескоп имеет 7 зеркал общей площадью 4,4 квадратных метра. Телескопы развернуты на периферии круга радиусом 50 метров с одним телескопом в центре. Каждый телескоп имеет альт-азимутальную монтировку.

## Результаты
К 2010 году данные HCT привели к 70 научным публикациям. К 2018 году написано уже более 200.
На обсерватории активно наблюдают экзопланеты, вспышки сверхновых, гамма-всплески.